# Hypericum adenotrichum
Hypericum adenotrichum är en johannesörtsväxtart som beskrevs av Édouard Spach. Hypericum adenotrichum ingår i släktet johannesörter, och familjen johannesörtsväxter. Inga underarter finns listade i Catalogue of Life.